# Kamienica Stary Rynek 7 w Bydgoszczy
Kamienica Stary Rynek 7 w Bydgoszczy – kamienica narożna, położona na rogu Starego Rynku i ulicy Mostowej w Bydgoszczy.

## Położenie
Budynek stoi w zachodniej pierzei ul. Mostowej, natomiast jego szczyt w północnej pierzei Starego Rynku.

## Historia
Pierwsza wzmianka pisana o domu na rogu Starego Rynku i ul. Mostowej pochodzi z 1676 r.
Ówczesnym właścicielem nieruchomości był rajca miejski (1689) oraz zastępca zarządcy żupy solnej, Adam Szydłowski wraz z żoną Anną, z domu Paulusik, siostrą żony słynnego burmistrza bydgoskiego, Wojciecha Łochowskiego. Jeszcze w XVII wieku Szydłowscy sprzedali dom niejakiemu Wilhelmowi, który był od 1642 r. właścicielem sąsiedniej (w rynku) kamienicy, nabytej od Macieja Pułkowskiego. Był on protestantem i dojeżdżał do Łobżenicy celem wzięcia udziału w obrzędach religijnych w tamtejszej, dużej gminie Braci Czeskich.
Dom został zrujnowany podczas wojny północnej, na początku XVIII wieku. W 1765 r. jednopiętrową wówczas kamienicę nabył od niejakiego Czaczyńskiego mieszczanin Antoni Niebieski z Fordonu (być może poborca ceł wodnych). Z kolei w 1789 r. sprzedał ją za cenę 1200 talarów pruskich niemieckiemu kupcowi Fryderykowi Kuerschnerowi, który należał do „pionierów” osiedlających się na ziemiach Obwodu Nadnoteckiego.
W 1792 r. dom został wystawiony na licytację. Nabył go spekulant nieruchmościami Jan Gabryel Oppermann. W 1798 r. za cenę 4050 talarów kupił go Jan Kuhlbrunn, a w 1801 r. nowym właścicielem został zamożny kupiec Fryderyk Herrmann z żoną Fryderyką z domu Schroer. Adoratorem rozwiedzionej pani Schroer był hrabia Fryderyk Skórzewski z Lubostronia, zajmujący w czasie Księstwa Warszawskiego wyeksponowane stanowisko w Bydgoszczy, stolicy Departamentu.
W 1824 r. nieruchomość nabył kupiec Karol Matthies, który dom rozbudował, podwyższył i upiększył. Z tą chwilą datuje się jego narożnikowy charakter, a ślady tej przebudowy są widoczne do dziś. Nabywca wykorzystał w tym celu całą parcelę, tak iż jest to  jeden nielicznych domów na Starym Mieście, nie posiadający podwórka. Na rozbudowę kupiec zaciągnął pożyczki, między innymi od Mikołaja Hutten-Czapskiego. Ponieważ Karol Matthies nie spłacił pożyczki, hrabia Mikołaj Hutten-Czapski 24 lutego 1831 r. wystawił nieruchomość na licytację. Dla zabezpieczenia swego kapitału Czapski nabył ten dom za równowartość udzielanych Matthiesowi pożyczek wraz z zaległymi procentami, co razem wynosiło 2000 talarów.
Po śmierci hrabiego Czapskiego kamienicę odziedziczyło dwoje jego dzieci: Franciszek i Antonina Barbara. Zrezygnowali oni jednak z niej, gdyż Franciszek objął po ojcu dziedzictwo Bukowca, a także otrzymał w spadku pałacyk bydgoski, jego siostra Antonina natomiast, wyszedłszy za mąż za Antoniego Skórzewskiego, stała się właścicielką Kretkowa w Pleszewskim. W 1835 r. Czapscy podarowali dom magistratowi bydgoskiemu wraz z dodatkowym darem w gotówce - „na utrzymanie sierocińca”.
W 1838 r. nowym właścicielem nieruchomości został radca miejski, piekarz Koelbl, zaś w latach 1843–1864 był nim kupiec i destylator August Franke, założyciel wytwórni wód gatunkowych, pod firmą C. A. Franke. Dokonał on przebudowy budynku, nadając mu neorenesansową formę zewnętrzną.
Kolejnym właścicielem został żydowski kupiec, Abraham Friedlaender, który zamieszkiwał na drugim piętrze kamienicy, a parter i pierwsze piętro przeznaczył na magazyn manufaktury, prowadząc go przez następnych lat 30.
Następnym właścicielem domu i magazynu został w 1894 r. kupiec żydowski Max Jachmann. Jego spadkobierczyni, córka Frieda, zamężna Goetz, przeniosła się po zakończeniu I wojny światowej do Niemiec, wraz z wieloma innymi kupcami żydowskimi, właścicielami większości magazynów handlowych na Starym Rynku oraz ulicy Mostowej. Frieda Goetz kazała sobie do Hamburga przekazywać dochody z wynajmu lokali i mieszkania.
W 1938 r. kamienica przeszła na własność łodzianki, Klary Matz, z domu Fritz. Te dwie rodziny powiększyły miejscową, polską gminę augsbursko-ewangelicką. Właścicielka prowadziła w nim magazyn materiałów i bławatów.
Po II wojnie światowej dom należał do Administracji Domów Mieszkalnych. Na parterze mieścił się m.in. sklep z artykułami dziecięcymi, a po 1990 r. restauracja

## Architektura
Kamienica jest dwupiętrowa z poddaszem użytkowym. Budynek powstał w obecnym kształcie w 1824 r., zaś w latach 60. XIX wieku został przebudowany w formie nawiązującej do neorenesansowej, włoskiej willi. Naroża i boczne części budynków nadbudowano o jedną kondygnację i nadano im formę wieży ujętej pionowymi pasami boniowania. Okna najwyższej kondygnacji otrzymały formę biforiów i triforiów. Kamienicę przykryto płaskim dachem, a elewacje ozdobiono prostym, antykizującym detalem.
Podobne w wystroju kamienice powstały na ul. Długiej 31 (róg ul. Stefana Batorego) i Mostowej 9 (tzw „Dom Jachmanna” zburzony w 1940)